# 山球兰
山球兰（学名：Hoya silvatica）是夹竹桃科球兰属的植物，是中国的特有植物。分布于中国大陆的云南等地，生长于海拔2,000米的地区，多生长在山地杂林中，目前尚未由人工引种栽培。